# Герб Зеленоборского
Герб городского поселения Зеленоборский — официальный символ городского поселения Зеленоборский, Кандалакшского района Мурманской области России.

## Описание герба
В серебряном поле на лазоревой оконечности, окаймленной червленью и обремененной чайкой в цвет поля, летящей вправо с распростертыми крыльями — зеленая ель между лазоревыми краями, верхние половины которых скошены к углам щита.
Герб городского поселения Зеленоборский может воспроизводиться, в соответствии с Методическими рекомендациями по разработке и использованию официальных символов муниципальных образований (Раздел 2, Глава VIII, п.п. 45-46), утверждёнными Геральдическим Советом при Президенте Российской Федерации 28.06.2006 года, со статусной короной установленного образца).

## Описание символики
Обоснование символики герба городского поселения Зеленоборский. Символика герба отражает природные и производственные особенности городского поселения Зеленоборский.
В 50-е годы XX века в устье реки Ковды началось строительство Княжегубской ГЭС. Поскольку сама Ковда имела значительную протяженность (естественное русло, проложенное в скальных породах, имело много поворотов) и потому малый напор воды, было принято решение о строительстве искусственного 4-х километрового канала, спрямившего путь от Ковдозера (Княжегубского водохранилища) до Белого моря. За счет этого «прорыва», на короткой дистанции нового русла, был достигнут большой перепад высот, необходимый для эффективной работы ГЭС. Поселок энергетиков вырос посреди зеленого бора на берегу Кандалакшского залива Белого моря.
Фигуры герба символически представляют основные особенности поселения:
 — зеленая ель, полугласно указывающие на название поселка и всего поселения, а так же аллегорически показывает Нотозерский леспромхоз и Ковдорский лесхоз;
 — лазоревые края со скошенным верхом символизируют потоки падающей воды с верхнего бьефа Княжегубской ГЭС;
 — червленая (красная) полоса — символизирует энергию, вырабатываемую ГЭС;
 — чайка и лазоревая оконечность символизирует расположение поселения на берегу Кандалакшского залива Белого моря и близость Кандалакшского государственного природного заповедника.
Серебро — символ чистоты, открытости, божественной мудрости, примирения.
Зеленый цвет символизирует весну и природу, здоровье, молодость и надежду.
Лазурь — символ возвышенных устремлений, искренности, преданности, возрождения.
Червлень — символизирует энергию, мужество, жизненную силу, красоту и праздник.

## История герба

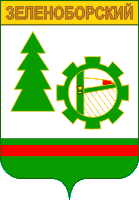
Проект герба посёлка Зеленоборский (2001 год)

Посёлок Зеленоборский возник в 1951 году в связи со строительством Княжегубской гидроэлектростанции. Ныне посёлок городского типа Зеленоборский входит в Кандалакшский район Мурманской области
В 2001 году был выпущен значок с изображением проекта герба поселка Зеленоборский. На серебряном поле щита слева — зеленая ель и справа шестерня зеленого цвета, в центре которой силуэт гидроэлектростанции. На зеленом основании щита повышенный узкий красный пояс. Ель, шестерня и гидроэлектростанция олицетворяют основные производственные предприятия поселка — Княжегубскую ГЭС, Нотозерский леспромхоз, Ковдорский лесхоз, деревообрабатывающий, ремонтно- механический и рыбоводский заводы, совхоз «Княжегубский».
Герб Зеленоборского утверждён Решением Совета депутатов ГП Зеленоборский № 92 от 2 июля 2015 года. Герб был создан при содействии Союза геральдистов России. Авторская группа: идея герба — Геннадий Кабанов (п. Зеленоборский), Валентин Мыздриков (п. Зеленоборский), Константин Моченов (Химки). Художник и компьютерный дизайн: Анна Гарсия (Москва). Обоснование символики: Вячеслав Мишин (Химки).
Герб внесен в Государственный геральдический регистр РФ под № 10549.